# Мангри Бокас-дель-Торо, острова Бастіментос та Сан-Бласу
Мангри Бокас-дель-Торо, острова Бастіментос та Сан-Бласу (ідентифікатор WWF: NT1407) — неотропічний екорегіон мангрових лісів, розташований на півночі Панамського перешийка.

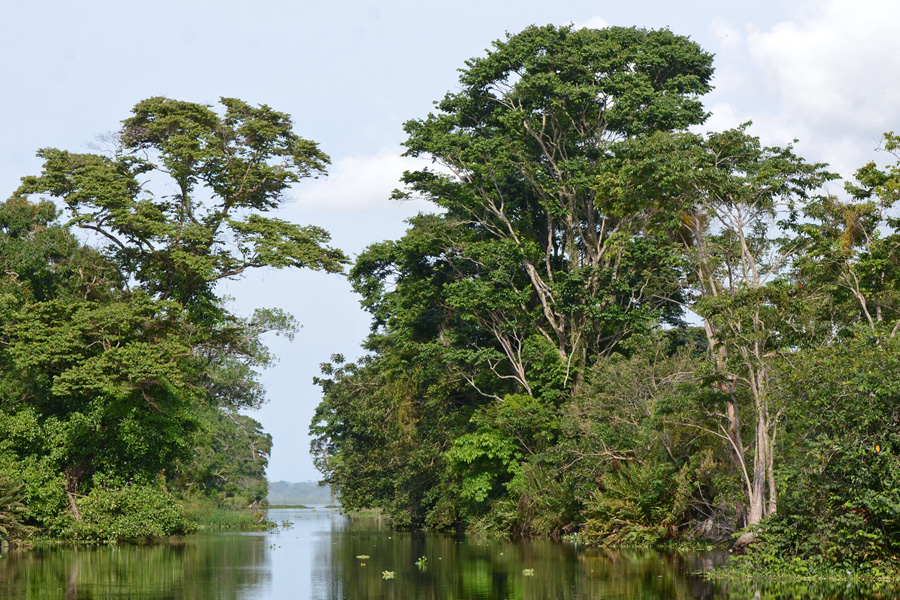
Узбережжя Бокас-дель-Торо

## Географія
Екорегіон Бокас-дель-Торо, острова Бастіментос та Сан-Бласу охоплює ділянки мангрових лісів, поширені на узбережжі Карибського моря на крайньому південному заході Коста-Рики та на півночі Панами. Коста-риканська частина екорегіону включає дві невеликі ділянки мангрів, одна з яких розташована в бухті Моїн на північний захід від міста Лимон, а друга — в заповіднику Хайро-Мора-Сандовал-Гандока-Мансанільйо поблизу панамського кордону. У Панамі мангрові ліси переважно зосереджені в гирлі річки Чангінола та на узбережжі провінції Бокас-дель-Торо. Також мангрові ліси поширені на островах архіпелагу Бокас-дель-Торо, зокрема на островах Бастіментос та Попа, які оточують лагуну Чирикі. Далі на схід невеликі ділянки мангрових лісів зустрічаються поблизу міста Колон, на острові Ісла-Гранде, на островах Сан-Блас та на західній стороні затоки Гуна-Яла. У внутрішніх районах Панами, де не відчувається вплив солоної води, мангрові ліси екорегіону переходять у панамські атлантичні вологі ліси, а на крайньому сході — у вологі ліси Чоко та Дар'єну.

## Клімат
В межах екорегіону переважає вологий екваторіальний клімат (Af за класифікацією кліматів Кеппена) або мусонний клімат (Am за класифікацією Кеппена). Середньорічна кількість опадів в регіоні коливається від 200 до 4000 мм, а у окремі роки може випадати до 6000 мм. Сезон дощів на карибському узбережжі Панами триває з травня по грудень, а сухий сезон — з січня по квітень, коли міжтропічна зона конвергенції рухається на південь.

## Флора і фауна
У манграх карибського узбережжя Панами домінують п'ять видів мангрових дерев — червоні мангри (Rhizophora mangle), чорні мангри (Avicennia germinans), білі мангри (Laguncularia racemosa), прямі конусоплідні мангри (Conocarpus erectus) та жовті мангри (Rhizophora harrisonii). Поширення окремих видів визначається солоністю води та ступенем затоплення території. Прибережні рифи та бар'єрні острови екорегіону допомагають у захисті прибережних мангрових лісів від руйнівних хвиль та сильних прибережних течій, характерних для Карибського регіону.
В мангрових заростях екорегіону зустрічається 24 види ссавців, зокрема центральноамериканські тапіри (Tapirus bairdii), центральноамериканські мазами (Mazama temama), центральноамериканські коати (Ateles geoffroyi), колумбійські ревуни (Alouatta palliata), ягуари (Panthera onca), оцелоти (Leopardus pardalis), неотропічні видри (Lontra longicaudis), звичайні ракуни (Procyon lotor) та низинні паки (Cuniculus paca). У лагуни регіону іноді запливають американські ламантини (Trichechus manatus), які живляться водною рослинністю. 
Орнітофауна екорегіону нараховує 133 види птахів, з яких 36 видів є рідкісними. Серед птахів, поширених у манграх екорегіону, слід відзначити червонодзьобого свистача (Dendrocygna autumnalis), мускусну качку (Cairina moschata), мангрового кукліло (Coccyzus minor), трибарвну чепуру (Egretta tricolor), зелену чаплю (Butorides virescens), широкодзьобого квака (Cochlearius cochlearius), жовтолобу якану (Jacana spinosa), бразильського баклана (Phalacrocorax brasilianus), чорного канюка-крабоїда (Buteogallus anthracinus), мангрову білозорку (Tachycineta albilinea), золотистого пісняра-лісовика (Setophaga petechia) та тринідадського амазона (Amazona ochrocephala). 
Серед поширених в екорегіоні плазунів слід відзначити гострорилого крокодила (Crocodylus acutus), крокодилового каймана (Caiman crocodilus) та звичайну ігуану (Iguana iguana), а також чотири види рідкісних морських черепах — зелену черепаху (Chelonia mydas), шкірясту черепаху (Dermochelys coriacea), біссу (Eretmochelys imbricata) та довгоголову морську черепаху (Caretta caretta).

## Збереження
Основними загрозами для збереження природи регіону є вирубка мангрових лісів, надмірний вилов риби, полювання та забруднення води внаслідок промислової і сільськогосподарської діяльності. Основними природоохоронними територіями екорегіону є Національний парк Тортугеро та Природний заповідник Хайро-Мора-Сандовал-Гандока-Мансанільйо в Коста-Риці, а також Заповідник Сан-Сан-Понд-Сак в Панамі.